# Federico Lifschitz
Federico Lifschitz (Paraná, Entre Ríos, Argentina; 17 de abril de 1982) es un piloto argentino de automovilismo, con amplia trayectoria a nivel nacional. Iniciado en los karts, compitió en la Fórmula Súper Renault Argentina, entre los años 2000 y 2003, año en el que se consagró campeón bajo la escudería de Gabriel Werner. Durante esos años, Juan Manuel Silva se interesó por apoyar su carrera deportiva, llevándolo inicialmente como copiloto de su Ford Falcon de Turismo Carretera en 2001. Luego de esta incursión, se inició solo en el TC Pista en 2002 siempre con un Falcon. En 2005, debutó en el Top Race V6 al comando de un Volkswagen Passat del equipo JP Racing, representando al Arsenal Fútbol Club. Luego de algunos años inactivo, retornó al TR, compitiendo en la divisional Top Race Junior (hoy TR Series).
En el año 2011, Lifschitz se consagró campeón de Top Race Series, luego de disputarse el primer Campeonato Sudamericano de Top Race, creado a causa del traspaso de dicha categoría a la órbita de la Confederación Sudamericana de Automovilismo Deportivo. En este año, Lifschitz arrancó compitiendo en el equipo RV Racing Sports (al cual llegó en el año 2010 acompañando a su piloto mentor Juan Manuel Silva quién competía en TRV6 en ese entonces), para luego pasarse al equipo GT Racing con el cual se terminaría consagrando, siempre a bordo de un Ford Mondeo II.

## Trayectoria
| Año  | Categoría |
| ---- | --- |
| 2000 | Fórmula Súper Renault Argentina (Tom's) Top Race (Honda Prelude)                                                         |
| 2001 | Fórmula Súper Renault Argentina (Tom's) Copiloto de Turismo Carretera (Ford Falcon)                                      |
| 2002 | Fórmula Súper Renault Argentina (Tom's)                                                                                  |
| 2003 | Campeón Fórmula Súper Renault Argentina (Tom's) Fórmula 3 Sudamericana (Tom's) TC Pista (Ford Falcon)                    |
| 2004 | TC Pista (Ford Falcon) TC 2000 2 carreras (Chevrolet Astra)                                                              |
| 2005 | Turismo Carretera (Dodge Cherokee) TC 2000 1 carrera (Volkswagen Bora)                                                   |
| 2006 | Turismo Carretera (Dodge Cherokee-Torino Cherokee) Top Race V6 (Volkswagen Passat V) TC 2000 1 carrera (Volkswagen Polo) |
| 2007 | Top Race V6 (Volkswagen Passat V)                                                                                        |
| 2008 | Top Race V6 (Volkswagen Passat V)                                                                                        |
| 2010 | Top Race Junior, Copa América 2010 (Ford Mondeo II) Top Race Series, Torneo Clausura 2010 (Ford Mondeo II)               |
| 2011 | Campeón Top Race Series (Ford Mondeo II)                                                                                 |

### Trayectoria en Top Race
| Temporada            | Categoría       | Vehículo            | Equipo                   | Posición final  |
| -------------------- | --------------- | ------------------- | ------------------------ | --------------- |
| 2005                 | Top Race V6     | Volkswagen Passat V | JP Racing                | 15º (48 puntos) |
| 2006                 | Top Race V6     | Volkswagen Passat V | JP Racing                | 22º (32 puntos) |
| 2007                 | Top Race V6     | Volkswagen Passat V | Monkey Racing            | 16 (53 puntos)  |
| 2008                 | Top Race V6     | Volkswagen Passat V | AS Racing                | 51.º (0 puntos) |
| Copa América 2010    | Top Race Series | Ford Mondeo II      | RV Competición           | 6º (45 puntos)  |
| Torneo Clausura 2010 | Top Race Series | Ford Mondeo II      | RV Competición           | 4º (72 puntos)  |
| 2011                 | Top Race Series | Ford Mondeo II      | RV Competición GT Racing | 1º (86 puntos)  |

Estuvo preinscrito con los dorsales (31) y (52) en el Turismo Competición 2000 Temporada 2001 del Honda Racing Argentina con un Honda Civic 4 Puertas del equipo Honda Racing Argentina para ser el piloto más joven de la parrilla aunque jamás sucedió pero estuvo anotado aunque NO disputó ninguna de las 14 fechas del presente torneo.

## Resultados

### Turismo Competición 2000
| Año  | Equipo                | Auto               | 1    | 2   | 3   | 4   | 5   | 6   | 7   | 8   | 9   | 10  | 11  | 12    | 13  | 14  | Res. | Puntos |
| ---- | --------------------- | ------------------ | ---- | --- | --- | --- | --- | --- | --- | --- | --- | --- | --- | ----- | --- | --- | ---- | ------ |
| 2004 |                       |                    | GR   | VIE | SJU | PAR | SL  | OBE | AG  | CON | RC  | SRA | BB  | BA    | RAF | MDP | -    | 0      |
| 2004 | DTA                   | Chevrolet Astra II |      |     |     |     |     |     |     |     |     |     | 12† | 15    |     |     | -    | 0      |
| 2005 |                       |                    | BA I | PAR | VIE | SJU | OLA | AG  | CUR | OBE | RAF | SRA | CON | BA II | SL  | GR  | -    | -      |
| 2005 | Sportteam Competición | Volkswagen Polo    |      |     |     |     |     |     |     |     |     |     |     | Ret   |     |     | -    | -      |
| 2006 |                       |                    | BA I | OLA | CR  | VIE | SFE | SJU | SRA | RES | CUR | SMM | GR  | BA II | OBE | PAR | -    | -      |
| 2006 | ICC-A1 Motorsport     | Volkswagen Polo    |      |     |     |     |     |     |     |     |     |     |     | 11†   |     |     | -    | -      |

## Palmarés
| Título  | Especialidad          | Marca          | Año  |
| ------- | --------------------- | -------------- | ---- |
| Campeón | Fórmula Súper Renault | Tom's          | 2003 |
| Campeón | Top Race Series       | Ford Mondeo II | 2011 |

## Pilotos relacionados
- Juan Manuel Silva